# Duham Ballumbrosio
Duham Adalberto Ballumbrosio Villamarin (Chincha, Perú, 23 de junio de 2007) es un futbolista peruano. Juega como defensa y su equipo actual es el Club Sporting Cristal de la Liga 1 de Perú.

## Carrera
Duham es producto de las canteras del club, llegando a los 12 años y siendo capitán en el equipo sub-20. En 2025, tras entrenar frecuentemente con el primer equipo, fue convocado por Paulo Autuori para disputar los amistosos de junio ante el Sport Boys y posteriormente ser promovido al primer plantel. Su debut llegaría el 29 de junio de ese mismo año jugando de titular en el lateral derecho en la victoria por 2-0 ante Comerciantes Unidos.

## Vida personal
Es nieto de Amador Ballumbrosio, conocido por su trayectoria en el folklore peruano y además pariente de Roberto Villamarin y Joao Villamarín.